# Бобровники (Люблінське воєводство)
Бобровники (пол. Bobrowniki) — село в Польщі, у гміні Рики Рицького повіту Люблінського воєводства.
Населення — 581 особа (2011).

## Демографія
Демографічна структура станом на 31 березня 2011 року:
|          | Загалом | Допрацездатний вік | Працездатний вік | Постпрацездатний вік |
| -------- | ------- | ------------------ | ---------------- | -------------------- |
| Чоловіки | 291     | 67                 | 186              | 38                   |
| Жінки    | 290     | 52                 | 162              | 76                   |
| Разом    | 581     | 119                | 348              | 114                  |